# Saint-Avé
Saint-Avé (bret. Sant-Teve) – miejscowość i gmina we Francji, w regionie Bretania, w departamencie Morbihan.
Według danych na rok 1990 gminę zamieszkiwało 6929 osób, a gęstość zaludnienia wynosiła 266 osób/km² (wśród 1269 gmin Bretanii Saint-Avé plasuje się na 48. miejscu pod względem liczby ludności, natomiast pod względem powierzchni na miejscu 352.).